# Microgobius carri
Microgobius carri är en fiskart som beskrevs av Fowler, 1945. Microgobius carri ingår i släktet Microgobius och familjen smörbultsfiskar. Inga underarter finns listade.